# Tom Weston-Jones
Tom Weston-Jones (Burton upon Trent, 29 de junio de 1987) es un actor británico, más conocido por haber interpretado a Sasha Gavrik en Spooks y a Kevin Corcoran en la serie Copper.

## Biografía
Tom se entrenó en el Bristol Old Vic.

## Vida personal
Tom está casado actualmente, su esposa es la actriz canadiense Katie Moore.

## Carrera
Ha aparecido en obras como Enlightenment, Translations, Someone Who’ll Watch Over Me, The Country Wife y The Good Companions, entre otras.
En el 2011 se unió como personaje recurrente a la décima y última temporada de la exitosa serie de espías Spooks donde interpretó a Sasha Gavrik, miembro del servicio secreto ruso. Ese mismo año apareció en la película e drama, guerra y romance The Night Watch donde interpretó a Jack Brown.
En el 2012 apareció en la miniserie de ocho horas World Without End donde dio vida a Merthin, junto a Cynthia Nixon, Ben Chaplin, Peter Firth, Oliver Jackson-Cohen, Carlo Rota, Sarah Gadon y Miranda Richardson.
Ese mismo año se unió al elenco principal de la serie Copper donde interpretó a Kevin Corcoran, un policía irlandés que trabaja en las comunidades de Nueva York, hasta el final de la serie en el 2013 después de que fuera cancelada tras dos temporadas. En la serie compartió créditos junto a las actrices Franka Potente y Anastasia Griffith.

## Filmografía

### Series de televisión
| Año         | Título            | Personaje            | Notas                   |
| ----------- | ----------------- | -------------------- | ----------------------- |
| 2015 - 2016 | Dickensian        | Meriwether Compeyson | 16 episodios            |
| 2015        | Not Safe for Work | Anthony              | 6 episodios             |
| 2012 - 2013 | Copper            | Det. Kevin Corcoran  | 23 episodios            |
| 2012        | World Without End | Merthin              | 8 episodios - miniserie |
| 2011        | Spooks            | Sasha Gavrik         | 6 episodios             |

### Películas
| Año  | Título               | Personaje  | Notas |
| ---- | -------------------- | ---------- | --- |
| 2014 | Caesar               | Brutus     | junto a Sean Bean, Indira Varma, John Bradley, Samantha Barks, Mackenzie Crook, John Boyega & François Arnaud |
| 2011 | The Night Watch      | Jack Brown | junto a Jenna Augen, JJ Feild & Claire Foy                                                                    |
| 2010 | The Engagement Party | Alan       | corto |
| 2010 | Awake                | Johnnie    | corto |

### Teatro
| Año  | Título                           | Personaje         | Director (a)     | Teatro                  |
| ---- | -------------------------------- | ----------------- | ---------------- | ----------------------- |
| 2010 | Enlightenment                    | Adam              | Edward Hall      | Hampstead Theatre       |
| 2010 | Someone Who'll Watch Over Me     | Adam              | Hannah Drake     | Alma Theatre            |
| 2010 | Translations                     | Doalty            | Roger Haines     | The Tobacco Factory     |
| 2010 | The Country Wife                 | Horner            | Jenny Stephens   | Old Vic Main Stage      |
| 2009 | Pornography                      | 4                 | Gemma Fairlie    | Bristol Old Vic Theatre |
| 2009 | The Good Companions              | Inigo Jollifant   | Sue Wilson       | Bristol Old Vic Studio  |
| 2009 | The Beaux                        | Squire Sullen     | Andrew Hilton    | Bristol Old Vic Theatre |
| 2009 | You Never Can Tell               | Bohun             | Chris Scott      | Bristol Old Vic Theatre |
| 2009 | Measure for Measure              | Angelo            | Dick Tuckey      | Bristol Old Vic Theatre |
| 2009 | Bluebird                         | Richard           | Sonia Fraser     | Bristol Old Vic Theatre |
| 2009 | Three Sisters                    | Vershinin         | Dan Bird         | Bristol Old Vic Theatre |
| 2008 | Angels in America                | Joe Pitt          | Alistair Norgate | Royal Holloway          |
| 2008 | One Flew Over the Cuckoo's Nest  | R.P. McMurphy     | Poppy Corbett    | Royal Holloway          |
| 2007 | Assassins (musical)              | John Wilkes Booth | David Siebert    | Old Vic Main Stage      |
| 2007 | Little Shop of Horrors (musical) | Orin (dentista)   | Claire Stainer   | Bristol Old Vic Studio  |
| 2006 | A Streetcar Named Desire         | Stanley           | Tom Pinhorn      | Royal Holloway          |